# Вальтер Війтала
Вальтер Війтала (фін. Walter Viitala; нар. 9 січня 1992, Гельсінкі) — фінський футболіст, що грає на позиції воротаря в клубі «Віборг».

## Клубна кар'єра
Грати у футбол почав у клубі ППІ Ейра. У віці 15 років він став гравцем ГІФКа. У 2009 році був включений в першу команду цього клубу. У 2010 році був гравцем «Гонки», а в квітні 2011 року був відданий в оренду в ГІФК.
У листопаді 2014 року підписав однорічний контракт з «Марієгамном», де провів два сезони.
У грудні 2016 року підписав контракт на 2,5 року з данським «Віборгом». Дебютував у цьому клубі 8 квітня 2017 року в матчі з «Ольборгом» (1:0).

## Представницька кар'єра
Виступав за збірні Фінляндії різних вікових категорій. За дорослу збірну дебютував 9 лютого 2017 року в матчі з Марокко (1:0).

## Досягнення
- Чемпіон Фінляндії: 2016
- Володар Кубка Фінляндії: 2012, 2015
- Володар Кубка фінської ліги: 2011